# Brousseval
Brousseval – miejscowość i gmina we Francji, w regionie Grand Est, w departamencie Górna Marna.
Według danych na rok 1990 gminę zamieszkiwały 923 osoby, a gęstość zaludnienia wynosiła 154 osób/km².